# Gradačka Poljana
Gradačka Poljana este un sat din comuna Nikšić, Muntenegru. Conform datelor de la recensământul din 2003, localitatea are 6 locuitori (la recensământul din 1991 erau 0 locuitori).

## Demografie
În satul Gradačka Poljana locuiesc 3 persoane adulte, iar vârsta medie a populației este de 19,7 de ani (16,0 la bărbați și 21,5 la femei). În localitate sunt 1 gospodărie, iar numărul mediu de membri în gospodărie este de 6,00.
|  |

| Demografie | Demografie | Demografie |
| An         | Locuitori  | Locuitori  |
| ---------- | ---------- | ---------- |
|            |            |            |
|            |            |            |
|            |            |            |
|            |            |            |
| 1948       | 60         |            |
| 1953       | 87         |            |
| 1961       | 85         |            |
| 1971       | 69         |            |
| 1981       | -          |            |
| 1991       | -          | -          |
| 2003       | 6          | 6          |

| \| Componența etnică conform recensământului din 2003[2] \| Componența etnică conform recensământului din 2003[2] \| Componența etnică conform recensământului din 2003[2] \| Componența etnică conform recensământului din 2003[2] \| Componența etnică conform recensământului din 2003[2] \| \| ----------------------------------------------------- \| ----------------------------------------------------- \| ----------------------------------------------------- \| ----------------------------------------------------- \| ----------------------------------------------------- \| \| \| \| \| \| \| \| Muntenegreni \| Muntenegreni \| \| 6 \| 100% \| \| necunoscută \| necunoscută \| \| 0 \| 0% \| |              |  |   |      |
| Componența etnică conform recensământului din 2003 |              |  |   |      |
| |              |  |   |      |
| Muntenegreni | Muntenegreni |  | 6 | 100% |
| necunoscută | necunoscută  |  | 0 | 0%   |